# 春日彩香
春日 彩香（かすが あやか、1998年5月8日 - ）は、日本の元グラビアアイドル。埼玉県出身。

## 経歴
2012年、初DVD『純心美少女』が発売される。同年、DVD『旬感娘』が発売される。
2013年、ライブ・イベントのウタ娘スーパーライブに出演した際、ステージ上でカツラを取り、丸坊主姿を初披露した。同年、舞台『TOKYO IDOL ACT 2013』に出演する。
2018年7月、春日 彩弥花に改名。2018年4月発売のイメージビデオ『さよなら十代』パッケージにてグラビア引退と記述されているが、1月に改めてこれを否定した。3月にイメージビデオを発売する。
2019年2月、ピーナッツプロモーションを退所。
2019年5月、タンバリンアーティスツへの所属を発表したが、同年9月の時点で同社の公式サイトに名前はなく、改名後のTwitterも利用できなくなっているため、2020年現在の消息は不明。

## 人物
趣味は卓球、食べること、音楽鑑賞。

## 作品

### DVD
- 純心美少女（2012年6月16日、フェアリー）
- 旬感娘（2012年8月23日、INTEC）
- miu（2012年10月19日、メディアブランド）
- 青春ラプソディ。イメージ編 WATER GIRLS（2012年12月21日、ホットトマトカム）
- そんなにぃ〜（2012年12月25日、彩文館出版）
- アクアマリン（2013年2月22日、スパイスビジュアル）
- こはるびより（2013年4月26日、グラッソ）
- こはるびより2（2013年6月28日、グラッソ）
- ピュア・スマイル（2013年8月30日、竹書房）
- miu 2（2013年11月22日、メディアブランド）
- もぎたて果実（2014年1月31日、スパイスビジュアル）
- 微笑みにつつまれて…（2014年3月28日、彩文館出版）
- 恋するパフューム（2015年4月20日、スパイスビジュアル）
- 風薫る（2015年7月17日、GRAVISION）
- アイドル校E組1番 かすが（2016年11月16日、ゼウス）
- 大人の階段昇るかすがはシンデレラGirl（2017年5月10日、ゼウス）
- 新18歳 卒業… 先生ありがとう。（2017年6月10日、ゼウス）
- プリンセスオールスター（2017年8月10日、ゼウス）
- KASUGA ～ 春日彩香の夏（2017年10月10日、ゼウス）
- ボクの初めての彼女はグラビアアイドッル（2017年12月10日、ゼウス）
- アバンチュールな春日んちゅ（2018年2月10日[12]、ゼウス）
- さよなら十代（2018年4月10日、ゼウス）
- LOVE ME（2018年7月1日、ゼウス）
- 大人になりました、春日です。（2019年3月3日、ファインクリエイト）

## 出演

### テレビ番組
- Rの法則（2013年 - 2018年） - 第4期R'sメンバー

### 舞台
- TOKYO IDOL ACT 2013（2013年）
- FLYING PIRATES ネバーランド漂流記-featuringGUY'S-（2016年8月3日 - 6日、新宿村LIVE） - スカリー 役

### Vシネマ
- 青春ラプソディ。ときめきウォーターガール 2（2012年12月7日、ホットトマトカム）
- 真夜中の怪談～最恐実話17編～（2017年5月2日、十影堂エンター）

## 書籍

### 写真集
- 彩色兼美（2012年10月29日、マイウェイ出版、撮影：高橋生建） ISBN 978-4861359699